# Кипятков, Владилен Евгеньевич
Владилен Евгеньевич Кипятков (10 марта 1949, Ленинград — 28 сентября 2012, Санкт-Петербург) — российский энтомолог, Почётный работник высшего профессионального образования Российской Федерации, доктор биологических наук (1997), профессор (с 1997) и заведующий (с 2008) кафедры энтомологии Биолого-почвенного факультета Санкт-Петербургского государственного университета. Организатор (в 1989) и председатель секции «Общественные насекомые» Русского энтомологического общества (РЭО), член президиума РЭО, президент Российской секции Международного союза исследователей общественных насекомых (IUSSI).

## Биография
Родился 10 марта 1949 года в Ленинграде в семье инженера-электромеханика Евгения Петровича и Клавдии Федоровны Кипятковых.
- 1971 — окончил Ленинградский (Санкт-Петербургский) государственный университет
- 1975 — кандидат биологических наук (диссертация «Фотопериодическая реакция и регуляция сезонного развития у муравья Myrmica rubra»)
- 1975—1978 — младший научный сотрудник лаборатории энтомологии,
- 1979—1988 — ассистент кафедры энтомологии ЛГУ
- 1989—1996 — доцент кафедры энтомологии ЛГУ
- 1990 — Президент Российской секции Международного союза исследователей общественных насекомых International Union for the Study of Social Insects
- 1997 — доктор биологических наук (диссертация «Годичные циклы развития муравьев»)
- 1997 — профессор СПбГУ
- 1998 — Член Президиума РЭО РАН
- 2006—2012 — заведующий кафедрой энтомологии СПбГУ[4]

## Область деятельности
Крупнейший специалист по фотопериодическим реакциям муравьёв. Он впервые осуществил сравнительный экспериментальный анализ структуры и регуляции сезонных жизненных циклов муравьёв, первым обнаружил и исследовал фотопериодические реакции и эндогенные (спонтанные) ритмы развития у этих насекомых, открыл у муравьёв явление социальной регуляции развития и диапаузы, осуществляемой посредством поведенческих и химических сигналов (феромонов).
В Санкт-Петербургском государственном университете вёл курсы «Общая экология», «Теория эволюции», «Введение в социобиологию насекомых», «Общественные насекомые», «Поведенческая экология и социобиология».

## Названы в честь В. Е. Кипяткова
- †Vollenhovia kipyatkovi Radchenko et Dlussky, 2013
- Temnothorax kipyatkovi Yusupov et al.. 2020

## Награды
- Почётный работник высшего профессионального образования Российской Федерации
- Соросовский профессор (2003)
- Соросовский доцент (1995, 1998)

## Основные труды
- Maysov, A. and V. E. Kipyatkov. 2011. Contrasting dynamics of cold resistance traits in field-fresh Myrmica ants during the active season. (недоступная ссылка) Journal of Thermal Biology 36: 64-70.
- Балашов, С. В., В. Е. Кипятков и Б. Ю. Филиппов. 2011. Сравнительные исследования термических условий местообитаний жуков-жужелиц (Coleoptera: Carabidae) на Европейской части России. (недоступная ссылка) Вестник Санкт-Петербургского государственного университета. Серия: Биология Сер. 3, вып. 2: 3-12.
- Кипятков, В. Е. 2010. Чарлз Дарвин и общественные насекомые: идеи и проблемы. (недоступная ссылка) Родник знаний. Журнал Санкт-Петербургского союза учёных, № 1(4), февраль: 28-31.
- Кипятков, В. Е. 2010. Как возникли общественные насекомые? Родник знаний. Журнал Санкт-Петербургского союза учёных, № 2(5), июнь: 9-11.
- Кипятков, В. Е., 2007. Мир общественных насекомых. (недоступная ссылка) Изд. 2-е — М.: Изд-во ЛКИ, 408 с. (книга впервые вышла в издательстве Ленинградского университета в 1991 г.)
- Кипятков В. Е., Лопатина Е. Б., 2007. Сезонные циклы и стратегии развития муравьев: структура, разнообразие и адаптивные особенности. (недоступная ссылка) В кн.: Стратегии адаптации наземных членистоногих к неблагоприятным условиям среды (Ред. А. А. Стекольников), Труды Биол. НИИ СПбГУ, вып. 53, Санкт-Петербург: Изд-во Санкт-Петербургского ун-та, с. 107—192.
- Kipyatkov, V.E., 2006. The evolution of seasonal cycles in cold-temperate and boreal ants: Patterns and constraints. (недоступная ссылка) In: Life Cycles in Social Insects: Behaviour, Ecology and Evolution (V.E. Kipyatkov, Ed.), St. Petersburg University Press, St. Petersburg, pp. 63–84.
- Кипятков, В. Е., 2002. Практикум по математическому моделированию в популяционной экологии.(Учебное пособие). Издание второе, дополненное. Изд-во Санкт-Петербургского университета, СПб, 2002, 62 с.
- Kipyatkov, V.E., 2001. Seasonal life cycles and the forms of dormancy in ants (Hymenoptera, Formicoidea). (недоступная ссылка) Acta Soc. Zool. Bohem., 65: 211—238.
- Кипятков, В. Е. 2001. Дистантно воспринимаемый феромон-праймер контролирует прекращение диапаузы у муравья Myrmica rubra L. (Hymenoptera, Formicidae). Журн. эволюционной биохимии и физиологии, 37: 306—314.
- Кипятков, В. Е. 1994. Роль эндогенных ритмов в регуляции годичных циклов развития у муравьев (Hymenoptera, Formicidae). Энтомол. обозр., 73, вып. 3 :540-553.
- Kipyatkov, V. E. 1993. Annual cycles of development in ants: diversity, evolution, regulation. In: Proceedings of the Colloquia on Social Insects (V.E. Kipyatkov, Ed.), Vol. 2, Russian-speaking Section of the IUSSI, Socium, St. Petersburg, pp. 25–48.
- Кипятков, В. Е. 1991. Поведение общественных насекомых. (недоступная ссылка) Знание, Москва, 64 с.
- Кипятков, В. Е. 1986. Проблема происхождения общественных насекомых: обзор и синтез. В кн.: Чтения памяти Н. А. Холодковского. Доклады на 38 ежегодном чте¬нии 4 апреля 1985 г., Наука, Ленинград, с. 3-42.
- Кипятков, В. Е. и С. С. Шендерова. 1986. Сезонные изменения поведения муравьев Formica polyctena в искусственном гнезде с градиентом температуры. Зоологический журнал, 65, вып. 12 :1847-1857.
- Кипятков, В. Е. 1985. Проявление эффекта группы у самок-основательниц муравья Lasius niger L. при отсутствии контакта между ними. Доклады АН СССР, 281 : 240—242.
- Кипятков, В. Е. 1985. Происхождение общественных насекомых. (недоступная ссылка) Знание, Москва, 64 с.
- Кипятков, В. Е. 1972. Обнаружение фотопериодической реакции у муравьев рода Myrmica. Доклады АН СССР, т. 205 :251-253.